# 루홀라 호메이니
세예드 루홀라 무사비 호메이니(1902년 9월 24일 ~ 1989년 6월 3일, 페르시아어: سید روح‌الله موسوی خمینی)는 이란의 시아파이며 이란의 샤 모하마드 레자 팔레비를 몰아낸 1979년의 이란 이슬람 혁명의 국가지도자이다.
1963년 샤 팔라비 국왕의 이슬람 성원의 토지, 재산 몰수와 여성 참정권 허용 정책에 반대하여 망명했다가 1979년 1월 16일 샤 국왕의 퇴위 후, 2월 1일에 귀국하여 죽을 때까지 이란의 최고지도자로 군림하였다.
호메이니는 많은 시아파 무슬림들에게 영적 지도자로 인정받았으며 그의 지지자들 또한 이 관례에 집착한다. 그는 자신에게도 엄격하여 율법과 교리에 반하는 행동과 작은 뇌물 수수조차 엄격하게 처단하였다. 측근들의 비리에 냉혹하게 대처하여 가까운 친척, 측근들도 용납하지 않았다. 호메이니는 20세기의 가장 영향력있는 인물 중 하나로 1979년 타임이 선정한 올해의 인물에 오르기도 하였다.

## 생애

### 가계
호메이니는 1902년 9월 24일 이란의 호메인에서 루홀라 무사비(페르시아어: روح‌الله موسوی)란 이름으로 태어났다. 그의 조상은 수백년 전 종교 교육을 감독하기 위해 시아파 무슬림들이 많이 거주하고 있는 인도의 러크나우 지방으로 이주했던 페르시아인이었는데, 19세기 중반 그의 할아버지가 시아파 성지 나자프로 순례를 다녀오던 중 이란에 정착하였다.

### 망명 생활
호메이니는 1950년대 후반 아야톨라 칭호를 받았으며, 1960년대 초에는 이란 내 시아파 종교 공동체의 최고지도자가 되었다. 1963년, 샤 모하마드 레자 팔라비가 토지 개혁으로 사원 토지를 축소하고 여성 해방 조치(이는 1936년부터 시작)를 취하자, 그는 팔레비 정부를 공개적으로 비난하고 반대 시위를 조직했다가 체포되어 8개월간 옥고를 치렀다. 이듬 해인 1964년에 석방된 호메이니는 다시 미국을 비난했다. 이 사건으로 그는 터키로 또다시 강제 추방된다(더군다나 팔라비 왕조는 친미파였다).
1965년에는 이라크로 옮겨갈 수 있도록 허가받았다. 1978년 이라크를 떠나도록 압력을 받을 때까지 그는 이라크의 시아파 성지 나자프에 머물렀다. 이라크에서 쫓겨나자 그는 프랑스 파리 교외의 노플르샤토로 갔다.
알렉상드르 드 마렝슈(당시 프랑스 비밀 정보부 부장)에 따르면, 프랑스는 샤(이란 황제에 대한 호칭)에게 그들이 "폐하를 위협하려는 호메이니를 죽이게 해 주십시오."라며 호메이니 암살을 제안했으나, 샤는 이 계획이 그를 순교자로 만들 수 있다며 거절했다고 한다. (그 하나 때문에 혁명으로 샤가 오히려 물러나 버리고 만다)
저명한 혁명 철학자 알리 샤리아티의 암살 후, 호메이니는 샤 정권에 맞선 가장 영향력있는 지도자 중 하나로 떠올랐으며, 샤의 지배에 대항하는 영적 지도자로 받아들여졌다.
망명생활 중 호메이니는 벨레야테 파키(이슬람 법학자의 후견권)이란 책을 저술했다. 이 책은 이슬람 사회의 모든 법은 이슬람법에 기초해야만 하고, 모든 법과 활동은 이슬람 율법의 이맘 기관(수호자)에 의해 감독되어야 하며, 이슬람 국가들은 공화국이어야 하며 왕조가 존재해서는 안된다는 그의 사상을 기술하고 있다.
호메이니는 이슬람 공화국의 지도자는 성직자 집단에 의해 선택된 파키(이슬람 법학자)여야만 한다고 믿었다. 이 파키는 절대권력을 가져야만 하며, 같은 성직자 집단에 의해서만 권력에서 물러나게 할 수 있다. 대중은 파키를 선출하지 못하지만, 이란 이슬람 공화국의 헌법에 따라 이란 국민들은 매 8년마다 이란 파키 회의라고 불리는 일단의 성직자들을 선출하며, 이들이 파키를 선출한다. 이란의 지도자는 일반적으로 "최고 지도자"라고 불린다.
이 책은 이란 이슬람 공화국의 궁극적인 정치적 구조에 대한 통찰력을 제시하였다. 호메이니는 샤의 전제왕조를 성직자들이 지배하는 종교 체제로 대체했다.

### 이란으로의 귀환
1979년 1월 16일 샤가 혁명으로 퇴위하자, 2주 후인 1979년 2월 1일 15년의 망명 생활을 청산하고 이란으로 돌아왔다. 1979년 1월 16일 그는 민중의 지지를 얻어 이란의 최고지도자에 선임되었다. 그는 직책을 맡지는 않았지만 1980년 2월 1일 초대대통령 취임 시까지는 사실상의 정부 수반 역할을 하며 각국의 사절단, 외교가들을 접견하였다.
당시 서방 매체들은 6백만~8백만 명의 혁명세력이 그를 환영한 것으로 추산한다. 2월 11일 호메이니는 메흐디 바자르간을 총리로 한 임시 정부를 수립한다. 1979년 3월 30일과 3월 31일, 임시 정부는 16세 이상의 모든 이란 국민에게 새 정부형태로서 이슬람 공화국의 찬반을 묻는 국민투표를 실시한다. 98% 이상이 왕정을 이슬람 공화국으로 교체하는 데 찬성하였다. 새로 작성된 헌법 초안을 승인하기 위한 선거들이 뒤이어 치러졌다.
헌법은 최고지도자와 함께, 매 4년마다 선출되는 대통령을 규정하고 있으나, 수호 위원회에 의해 간접적으로 승인된 후보들만 취임할 수 있다. 호메이니 자신은 "혁명 지도자"로서 종신 최고지도자가 되었다. 1980년 2월 4일 아볼하산 바니사드르가 이란의 초대 대통령으로 선출되었다.

### 인질 사건
1979년 11월 4일, 호메이니의 열렬한 추종자들로 구성된 일단의 학생들이 테헤란의 미국 대사관을 급습하여 63명의 미국인을 인질로 잡았다. 추가로 세명의 인질이 이란 외무부에서 잡혔다.
63명의 인질 중 13명이 2주 안에, 그리고 1980년 7월에 한 명이 추가로 석방되었다. 나머지 남자 50명과 여자 2명은 444일간 억류되어 있었는데, 이를 가리켜 주 이란 미국 대사관 인질 사건라고 부른다.
미국 대사관 점거자들은 그들의 행동을 통치기간중의 부정부패 행위 재판을 위해 샤를 넘기라는 요구를 미국이 거절한 데 대한 대응이라고 정당화했다. 호메이니 지지자들은 대사관을 스파이 소굴이라고 이름붙이고, 대사관에서 찾아낸 50권 분량의 비밀문서를 공개출판하였다.
1980년 2월 23일, 호메이니는 이란의 마즐리스가 미대사관 인질의 운명을 결정하게 될 것이라고 선언하는 한편, 재판을 위해 샤를 이란측에 넘기라고 미국에게 재차 요구했다. 지미 카터 대통령은 인질구출을 위한 특수작전을 강행했지만, 이 시도는 현지 상황에 대한 정보부족과 어설픈 사전준비, 급조된 지휘체계 등으로 실행전부터 삐걱거리다가 타바스(tabas)사막의 혹독한 기상상황에 이란군의 미사일에 헬리콥터가 격추, 추락하면서 잔해만 남긴 채 처참한 실패로 끝났다. (이란 육군의 소형 미사일에 헬리콥터들이 격추당한 이 사건의 충격으로 미군은 특수전 부대에 대대적인 구조개편을 실시하였다.)
이란인들은 이것을 거의 기적으로 받아들였다. 많은 논평자들이 이 실패를 지미 카터가 1980년 대통령 선거에서 재선에 실패하고 로널드 레이건에게 패하게 된 주요 원인으로 지적했다.

### 자유주의자, 사회주의자와의 갈등
샤 팔라비 국왕의 이슬람 성원의 토지, 재산 몰수와 여성 참정권 허용 정책에 반대하는 이슬람 보수주의자들의 지지를 얻어 최고지도자가 되었다. 그러나 그는 대통령직에 취임해달라는 요청은 사양하였다.
민심을 수습한 호메이니는 1980년 1월 초, 1월 25일을 대통령 선거일로 지정했다. 1월 25일에 실시된 선거에서 호메이니의 측근이자 경제학자, 외교가였던 아볼하산 바니사드르가 자유주의자와 사회주의자, 여성의 지지를 많이 얻어 대통령에 선출되었다. 그러나 호메이니는 그의 자유주의자, 사회주의자들의 지지를 받는 것을 싫어했고, 의회는 보수주의 성향의 이슬람교 성직자가 다수를 차지했다. 의회는 곧 아볼하산 바니사드르를 견제하기 위해, 그와 대립 관계에 있었으며 보수주의자였던 모하마드 알리 라자이를 총리로 선출했다. 세속화, 여성 참정권 등의 정책을 추진하려던 아볼하산 바니사드르는 1981년 6월 21일에 의회로부터 탄핵당하고 7월 28일에 이란을 비밀리에 탈출하였다.
동시에 1978년부터 1981년 사이에 이란 내의 일부 사회주의자 성향의 지식인들과 그밖에 자유주의자들도 이란을 대부분 떠나기 시작하였다.

### 이란-이라크 전쟁
1979년 당시 이란이 이슬람 혁명이 일어났을 때 이라크에서는 사담 후세인 바트당 정권이 집권 중이었다. 이슬람혁명으로 이란에 대한 영향력을 상실한 미국과 서방세계는 후세인 정권을 지원하여, 이란을 견제하고자 하였다. 미국과 서방세계의 지원하에 이란과 이라크 사이에 국경분쟁이 1980년 9월에 이르러 이란-이라크 전쟁으로 발전하게 된다.
"사담 후세인은 영토를 넓히려는 욕심과 돈 때문에 우리를 침공하였으며 특히 유전이 많은 쿠제스탄을 점령하려 하였다."라고 지금도 이란은 이렇게 주장한다.
더군다나 이란은 미국과의 국교를 공식적으로 단절한 바가 있어서 미국은 오히려 이라크와 사담 후세인을 지원한다. 하지만 이란의 군사력도 만만치 않았다. 1981년 이란은 국민투표를 통해 호메이니는 군사 최고 지도자로 추대하여 군사 지휘권을 부여하였다. 아볼하산 바니사드르의 퇴진 후 사실상의 최고지도자로 추대되었다.
이때 호메이니의 인기와 권력은 더 이상 필적(匹敵)을 할 수 없게 되었다. 결국 전쟁은 쌍방간에 큰 피해만 남긴 채 승패없이 끝났다.

### 죽음
1989년 6월 3일 노년의 호메이니는 투병 중 입원한 테헤란 북부 병원에서 밤 10시경 심장발작으로 사망했다. 그의 사망사실은 다음 날 오전 새벽에 라디오를 통해 일반에 널리 알려졌다. 그의 시신은 이틀 뒤인 6월 5일에 테헤란 북부 언덕의 황야로 옮겨졌고, 곧이어 엄청난 숫자의 추모객들이 몰려들었다. 대중의 추모를 마친 호메이니의 시신은 헬기를 이용해 테헤란에 위치한 이란의 최대 공동묘지 '베헤시트 에 자흐라'(Behesht-e Zahra)로 옮겨졌다.
같은 해에 이란 정부는 베헤시트 에 자흐라 인근에 호메이니를 위한 별도의 묘역을 건설한다는 계획에 착수하였다. 이는 높이 90미터에 달하는 4개의 첨탑과 황금빛의 돔이 씌워진 이슬람 사원의 형태를 지닌 루홀라 호메이니 묘의 건설로 이어졌다.:210

## 평가와 사건들

### 악마의 시 사건
그는 일평생 자신에게도 엄격하여 율법과 교리에 어긋나는 행동은 한번도 하지 않았다. 자신의 가족, 친지, 측근들조차도 교리나 율법에 반하는 행동과 작은 뇌물수수도 용납하지 않고 처벌하거나 단죄하였다.
그의 이런 엄격함을 싫어하던 영국의 작가 살만 루슈디는 1989년 9월 26일 영국에서 이슬람 교리를 소재로 한 《악마의 시》라는 책을 출간하였다. 범 아랍권 인물들 및 일부 이슬람인들은 살만 루슈디에게 자객을 보내거나 자발적으로 살만 루디시를 찾아가 처형하려 하여 논란이 되었다.
호메이니는 살만 루슈디가 악마의 시 책에서 예언자 무함마드는 일찍이 메카의 다신교의 신을 인정하는 장귀를 읽어 내렸던 일을 두고, 그 장귀를 신의 예언에 의하는 것은 아니고 악마에 의하는 것이라고 풍자한 것에 분노하여, 1989년 2월 14일 살만 루슈디에 대한 궐석 재판을 열고 루슈디에게 사형을 선고했다.
영국과 일부 유럽 국가에서는 첩보원을 동원해 살만 루슈디의 신변을 보호하였다.

### 호메이니 치하의 삶
이슬람교 율법 강화를 주장한 호메이니는 남녀 관계 없이 이슬람교 율법을 준수하라고 명령했다. 이로 인해 언론과 출판의 자유는 크게 제한되었고, 왕당파와 일부 세력들은 호메이니로 인해 다른 나라로 떠나 버리고 말았다.
이 법률을 샤리아라고 부르는데 이로 인한 모순은 더욱 심각해졌다. 더군다나 해외의 회사들도 진출이 제한되기까지 하였고 호메이니식 통치는 결국 개인 숭배가 되고 말았다. 더구나 1991년에 독립한 투르크메니스탄의 대통령인 사파르무라트 니야조프마저 개인 숭배를 지지하게 된다.
종교적인 규칙에 반대하는 자는 이맘이든 아니든 상관 없이 무조건 가혹한 징벌에 처해졌고, 이로 인해 전 세계의 인권 단체들은 호메이니를 강력하게 비난했다. 호메이니 역시 비판자들에 대해 강력한 고문과 사형마저 실시할 정도였다.

## 저작
- 왈리야트 알 파키흐

## 같이 보기
- 모하마드 바키르 알하킴
- 모하마드 바키르 알사드르

## 참고 문헌
- 이슬람 학자들
- 아야톨라 호메이니의 저작물: : 40가지 하디스(법률), 아다브 아스 살라트(신자의 규율), 지하드 아크바르(투쟁은 위대하다)
- 40가지 하디스
- 아타브 아스 살라트
- 지하드 아크바르